# Teorema de Lami
Na física, o teorema de Lami é uma equação que relaciona as magnitudes de três vetores coplanares, concorrentes e não colineares, que mantém um objeto em equilíbrio estático, com os ângulos diretamente opostos aos vetores correspondentes. De acordo com o teorema,
{\displaystyle {\frac {A}{\sin \alpha }}={\frac {B}{\sin \beta }}={\frac {C}{\sin \gamma }}}
onde A, B e C são as magnitudes dos três vetores coplanares, concorrentes e não colineares, {\displaystyle V_{A},V_{B},V_{C}}, que mantêm o objeto em equilíbrio estático, e α, β e γ são os ângulos diretamente opostos aos vetores.
O teorema de Lami é aplicado na análise estática de sistemas mecânicos e estruturais. O teorema é nomeado após Bernard Lamy.

## Prova
Como os vetores devem se equilibrar {\displaystyle V_{A}+V_{B}+V_{C}=0}, portanto, fazendo com que todos os vetores toquem sua ponta e cauda, o resultado é um triângulo com lados A, B, C e ângulos{\displaystyle 180^{o}-\alpha ,180^{o}-\beta ,180^{o}-\gamma .} Pela lei dos senos então
{\displaystyle {\frac {A}{\sin(180^{o}-\alpha )}}={\frac {B}{\sin(180^{o}-\beta )}}={\frac {C}{\sin(180^{o}-\gamma )}}.}
{\displaystyle {\frac {A}{\sin \alpha }}={\frac {B}{\sin \beta }}={\frac {C}{\sin \gamma }}.}